# Castel Campagnano
Castel Campagnano là một đô thị ở tỉnh Caserta trong vùng Campania của Ý, có vị trí cách khoảng 40 km về phía đông bắc của Napoli và khoảng 15 km về phía đông bắc của Caserta. Tại thời điểm ngày 31 tháng 12 năm 2004, đô thị này có dân số 1.657 người và diện tích là 17,5 km².
Castel Campagnano giáp các đô thị: Amorosi, Caiazzo, Dugenta, Limatola, Melizzano, Ruviano.